# Le Lieu du crime (film)
Pour l’article homonyme, voir Le Lieu du crime (roman).
Pour plus de détails, voir Fiche technique et Distribution.
Le Lieu du crime est un film français réalisé par André Téchiné, sorti en 1986.

## Synopsis
Dans un petit village du Sud-Ouest, non loin de la Garonne, Thomas (Nicolas Giraudi), treize ans, affabulateur et renfermé, vit avec sa mère, Lili (Catherine Deneuve), qu'il aime plus que tout, sa grand-mère (Danielle Darrieux) et son grand-père (Jean Bousquet). Adolescent difficile, il est sur le point d'être mis à la porte de son collège, tandis qu'une fois de plus sa mère arrache un sursis au père Sorbier (Jacques Nolot), le directeur du collège.
Depuis que Lili, mal mariée, a quitté le domicile conjugal, l'enfant ne voit plus que de temps en temps son père, Maurice (Victor Lanoux), qu'il déteste.
Maurice, qui aime toujours sa femme, repasse sans cesse des films des jours heureux avec elle et leur bambin. Il ne désespère pas de la récupérer alors que celle-ci n'éprouve plus au contraire que de la répugnance à son égard.
Un jour, Thomas, parti seul une fois de plus faire un tour à vélo, croise dans une cabane isolée Martin (Wadeck Stankzac), jeune homme manifestement traqué (il vient de s'évader de la prison de Muret), qui lui demande sous la menace de lui rapporter un peu d'argent.
Lorsque Thomas revient avec quelques sous en poche, il se retrouve face à Luc, comparse de Martin et beaucoup plus violent, qui tente de l'étrangler pour qu'il ne révèle pas leur présence dans les parages. Mais Martin tue son comparse pour sauver Thomas, à qui il fait jurer de garder le silence sur ce qu'il a vu. Traumatisé, le gamin tente cependant de confier son terrible secret mais personne ne l'écoute vu sa réputation de mythomane.
Martin va se réfugier dans le village et se rend au café-dancing que tient Lili. Celle-ci, émue par la délicate et sombre beauté de cet homme traqué, éprouve immédiatement un coup de foudre, et l'aide à trouver où dormir, à savoir le seul hôtel du village, tenu par Suzanne, une amie.
Alice (Claire Nebout), complice de Luc et Martin, rejoint ce dernier, qui lui avoue qu'il a dû tuer Luc. On devine alors que ces marginaux vivaient un ménage à trois. Par amour, Alice, femme énergique et sans états d'âme, aide Martin à dissimuler le cadavre sous la dalle d'une tombe dans le cimetière. Lili, qui assiste par hasard à la scène, s'enfuit mais est rattrapée par Martin qui lui plaque la main sur la bouche pour éviter qu'Alice la trouve et la tue (comme Luc avait déjà tenté de tuer Thomas).
Alors que la nouvelle de la fuite de deux évadés fait la une du journal local, à la veille d'effectuer sa communion solennelle, Thomas confesse tout au père Sorbier, qui comprend alors que cet adolescent difficile n'est pas aussi mythomane qu'il croyait.
Après s'être enfui avec Alice, Martin l'abandonne pour retrouver Lili qui, cédant au vertige de la passion, décide de tout quitter pour partir avec lui. Au cours d'une dispute avec sa mère, qui tente en vain de la retenir, elle lui crie qu'elle entend vivre enfin sa vie.
Mais le destin va en décider autrement : Alice, revenue sur ses pas et comprenant son infortune, abat Martin devant la maison de Lili, dont il venait de devenir l'amant.
Thomas, en fugue, croise Alice et monte dans sa voiture. En détresse affective totale, il tente d'établir un lien avec cette inconnue qui pourrait peut-être remplacer sa mère. Mais, celle-ci, elle-même désespérée, le fait descendre, puis se tue en fonçant délibérément contre un mur.
À peine ébauché, le rêve amoureux de Lili s'effondre. Et son désarroi est d'autant plus total que son fils, qui l'a vue faire l'amour avec Martin, ne veut plus la revoir.
Martin, qui a innocenté Lili depuis son lit d'hôpital, sera peut-être sauvé après une opération difficile. Mais, ne supportant plus la perspective d'un retour à sa vie d'avant, celle-ci tient à avouer sa complicité pour tout recommencer, fût-ce en prison.
Lili est donc arrêtée, et le jeune Thomas est alors pris en charge par son père.

## Fiche technique
Sauf indication contraire, les informations mentionnées dans cette section peuvent être confirmées par la base de données cinématographiques Unifrance,  présente dans la section « Liens externes ».
- Titre original : Le Lieu du crime
- Réalisation : André Téchiné
- Scénario : Pascal Bonitzer, Olivier Assayas et André Téchiné
- Premier assistant réalisateur : Michel Béna
- Seconds assistants réalisateur : Philippe Landoulsi et Bruno Herbulot
- Directeur de la photographie : Pascal Marti
- Décors : Jean-Pierre Kohut-Svelko
- Costumes : Caroline de Vivaise, Christine Fageol et Christian Gasc
- Montage : Martine Giordano et Suzanne Koch
- Ingénieur du son : François Groult
- Bruitages : Jean-Pierre Lelong
- Montage Son : Michel Klochendler
- Musique : Philippe Sarde
- Mixage : Dominique Dalmasso
- Orchestration : Billy Byers
- Génériques : Euro-Titres
- Producteur : Alain Terzian
- Société de Production : Films A2 et T. Films
- Sociétés de distribution : AMLF et Carrere Group D.A. (France), TV5Monde ( Japon), Cineplex Odeon Corporation, Kino International et MCA Home Video ( États-Unis)
- Pays de production : 100 %  France
- Langue de tournage : français
- Format : Couleur (Eastmancolor) - 35 mm - 2,35:1 - Panavision anamorphique
- Postproduction : Laboratoires Éclair
- Son : Stéréo
- Genre : drame psychologique
- Durée : 90 minutes
- Dates de sortie : France : 16 mai 1986 ; États-Unis : 27 septembre 1986 (New York Film Festival), 23 janvier 1987 (New York)
- Visa d'exploitation n° 60 924
- Box-office France : 747 680 entrées[1]
- Date de sortie DVD : 25 avril 2008

## Distribution
- Catherine Deneuve : Aurélie "Lili" Ravenel, mère de Thomas
- Victor Lanoux : Maurice Ravenel, père de Thomas
- Nicolas Giraudi : Thomas Ravenel
- Danielle Darrieux : la mère de Lili
- Jean Bousquet : le père de Lili
- Wadeck Stanczak : Martin, le fugitif
- Jean-Claude Adelin : Luc, le fugitif tué par Martin
- Claire Nebout : Alice, la complice des fugitifs
- Jacques Nolot : le père Sorbier, directeur du collège
- Philippe Landoulsi : l'inspecteur de Police
- Christine Paolini : Suzanne, l'amie de Lili
- Michel Grimaud : Roger, le serveur

## Lieux de tournage
- Le film a été tourné aux studios de Billancourt,
  - en Lot-et-Garonne[2] (Clermont-Soubiran - la maison de Lili - et Castella)
  - et en Tarn-et-Garonne (Moissac - garage DER, Montauban - quai de Verdun pour les extérieurs et le collège Saint-Théodard -, Lizac et Auvillar - scènes de rue, à l'hôtel et le pont sur la rivière).

## Bande originale
- Suspens par Jeanne Mas de 1985.
- Havana affair par Les Fils de Joie
- Voix du printemps de Johann Strauss II.

## Nominations[3]
- 12e cérémonie des Césars : César de la Meilleure actrice dans un second rôle pour Danielle Darrieux
- Festival de Cannes 1986 :
  - Palme d'Or
  - Prix du Jury
  - Prix de la mise en scène
  - Prix de la meilleure contribution artistique au Festival International du Film
  - Prix Spécial du Jury